# Recitace
Recitace je typ ústního přednášení či přednesu. Při přednesu uměleckém je hlavním cílem recitace výstižně a účinně tlumočit autorovy myšlenky, a to mluvenou formou.

## Recitace veršů
Recitace veršů je realizace básnického textu s individuálním tvůrčím podílem interpreta.

## Recitátor
Recitátor je člověk, který recituje, tedy provádí recitaci. Je vnímatelem, recituje pro sebe, nebo může být reprodukčním umělcem realizujícím text.

## Hodnocení recitátora
Výkon recitátora lze hodnotit zejména v těchto oblastech:
- hlasový výkon
- dech
- výslovnost
- tempo přednesu
- optická opora řeči – mimika a gestikulace
- chování
- způsob přednesu
- délka recitace
- tematika

## Důvody poslechu recitace
Velké množství lidí rádo poslouchá recitování, a to zejména veršů. Při recitaci vynikne modulování literárního textu, které je mnohdy správně dynamické a intonační, na rozdíl od případu, kdy si člověk čte libovolný text, včetně veršů, potichu či v duchu.

## Podmínky úspěšné recitace
Recitátor mluví k posluchačům. Proto by měly být splněny určité podmínky, aby se recitovaný text správně dostal od recitátora k posluchači. Jde především o podmínky prostoru, ve kterém k recitaci dochází. První podmínkou je slyšitelnost, tedy potřeba, aby recitátor zvolil vhodnou hlasitost. V mnoha případech to ovšem nezávisí jen na volbě důraznosti hlasu recitátora. Často vše velmi záleží na tom, jak je prostor, kde se recituje, ozvučený, jakou má velikost, zda dochází k lámání zvuku, jestli má recitátor mikrofon, a podobně. Druhou podmínkou je srozumitelnost. Do jisté míry souvisí se slyšitelností, jde s ní jak se říká ruku v ruce. Dá se říct, že obě podmínky lze splnit, pokud má recitátor dostatečně výkonný hlas, přesnou výslovnost a pokud má dobrý výhled na recitovaný text. Neopomenutelnou součástí je recitátorovo vystupování vzhledem k jeho vizuální stránce. Lepšího přednesu (výsledku působení přednesu) lze docílit tím, že recitátor bude působit v souladu s přednášejícím textem. Nejen oblečením, ale také tím, jakou bude při přednášení využívat mimiku a gestikulaci. Tyto faktory velmi ovlivňují dojem, který mají posluchači.

## Příklad básně k recitaci
Zkuste si nahlas přednést, tedy odrecitovat, následující báseň. Jedná se o známé rozpočítadlo. Jeho dílčí části samy o sobě tvoří věty, které dávají smysl. Recitovat takovou báseň ovšem není tak jednoduché. Je nutné do toho dát "kus sebe", udělat recitaci co nejvíce zajímavou.
Stojí javor u potoka,
říkají mu klíč,
na koho to slovo padne
ten musí jít pryč.

## Předpoklady recitace
Interpretace ochuzuje text o nerealizované potenciální možnosti. Zároveň ale recitátor obohacuje dílo o to, co mu přinese jeho přednes. Tyto dvě složky jsou při recitaci v rovnováze. Na prvním místě je ale recitovaný text. Tvůrčí přínos recitátora je ale také důležitý. Pokud by recitátor ztrácel při přednesu svou osobitost, ochuzoval by recitaci o důležitou složku, kterou je jeho vyjádření jakožto prostředníka mezi textem, tedy autorem textu, a mezi publikem, kterému text přednáší, recituje. Velmi nevhodné by ovšem bylo, kdyby recitátor text spíše kazil, nerespektoval předlohu recitace a snižoval tak značně úroveň díla. Předpokladem úspěšné recitace je tedy splnění posluchačovy představy, očekávání. Těmi je to, že je recitátor umělcem, který má za úkol tlumočit básníkovo dílo.
Otázkou správné recitaci zůstává, jak by měl nebo jak musí recitátor respektovat autora a jeho dílo. Nejde to zcela jednoznačně zodpovědět, ale je pochopitelně více žádoucí, pokud recitátor respektuje autora, ale přednes si upraví podle svých možností a požadavků. Pokud by do recitace nedal nic ze sebe, byla by recitace pouhým čtením bez emocí, zdůraznění důležitých částí. A takový přednes bychom ani nemohli nazvat recitací.

## Recitátorské soutěže
Při nejrůznějších příležitostech se konají soutěže v recitování. Jde většinou o soutěže, které jsou pořádány na základních školách nebo v rámci dětských zájmových kroužků. První recitátorská soutěž se uskutečnila roku 1956. Pořádalo ji bývalé ministerstvo kultury. Cílem této soutěže bylo povznést recitační umění. Díky tomu se měla rozvinout působivost literárních děl na širokou veřejnost. Důvodem a vzorem vzniku této soutěže bylo nejspíše to, že v Moskvě (tedy v SSSR) byl v té době velmi dobrý stav recitačního umění. Soutěže se zúčastnilo 145 lidí z republiky. Většinou se jednalo o profesionální herce, u kterých se dalo předpokládat, že dobře ovládají mluvený přednes. Vítězů bylo na konci druhého kola 13.